# جورج س. روجرز
جورج س. روجرز (بالإنجليزية: George C. Rogers)‏ هو مدير فني أمريكي، ولد في 9 أكتوبر 1889 في تشارلستون في الولايات المتحدة، وتوفي بنفس المكان في 22 أكتوبر 1964.